# Saissetia glanulosa
Saissetia glanulosa är en insektsart som först beskrevs av Hempel 1900.  Saissetia glanulosa ingår i släktet Saissetia och familjen skålsköldlöss. Inga underarter finns listade i Catalogue of Life.